# Petru Dorel Crăciun
Petru Dorel Crăciun (n. 20 august 1958) este un fost deputat român în legislatura 2000-2004, ales în județul Suceava pe listele partidului PSD. Petru Dorel Crăciun a fost membru în grupurile parlamentare de prietenie cu Canada și Republica Arabă Egipt.

## Legături externe
- Petru Dorel Crăciun Arhivat în 22 iunie 2024, la Wayback Machine. la cdep.ro